# Stichting Milieuwerkgroepen Ede
De Stichting Milieuwerkgroepen Ede (SME) is een onafhankelijke organisatie die zich sinds 1972 inzet voor bescherming en ontwikkeling van natuur, landschap en milieu in de gemeente Ede. De SME is aangesloten bij de Gelderse Natuur en Milieufederatie (GNMF) (voorheen de Gelderse Milieufederatie), die landelijk is aangesloten bij de Stichting Natuur en Milieu.
De Stichting heeft een zichzelf benoemend bestuur, ontvangt geen subsidies, maar wordt financieel ondersteund door donateurs. Zij onderhoudt een website voor actualiteiten en archiefstukken, bijvoorbeeld jaarverslagen. De oudste gegevens zijn bewaard gebleven in een knipselboek, samengesteld door de eerste secretaris van de SME.

## Ontstaansredenen

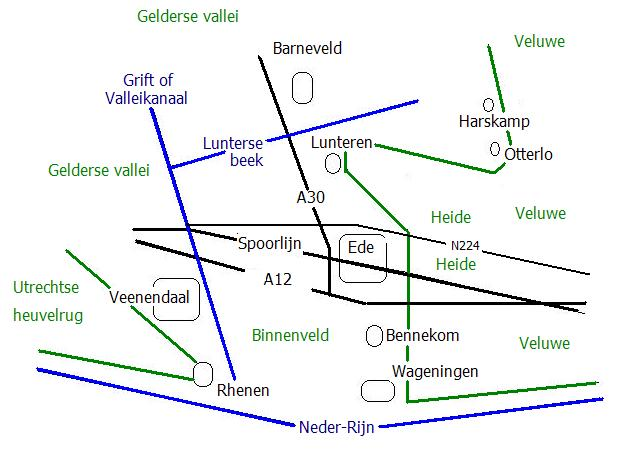
Schetskaart van Ede en omstreken

In oppervlak is Ede een van de grootste gemeenten van Nederland en er zijn veel buitendorpen. Een groot deel van de Veluwe en de Gelderse Vallei ligt in haar grondgebied. 

Aan de rand van de Veluwe bevinden zich veel kampeerterreinen die een natuurbelasting vormen. Het natuurgebied Veluwe is onderhevig aan verdroging door onttrekking van grondwater. 

De Gelderse Vallei kenmerkt zich landschappelijk door de nadrukkelijke aanwezigheid van intensieve veehouderij, met uitzondering van het zuidelijk deel, het Binnenveld (zie kaartje), waar de landbouw grondgebonden is. De veehouderij legt een zware druk op de landschappelijke en milieukwaliteit van het buitengebied en vermindert de biodiversiteit. 

Ede kent een sterke bevolkingsgroei (het aantal inwoners loopt, in 2009, tegen de 110 000) waardoor stadsuitbreiding en aanleg van industrieterreinen beslag leggen op de open ruimte. 

Deze en andere economische ontwikkeling wekten ongerustheid op en vrees dat er onvoldoende rekening werd gehouden met natuur- en milieuaspecten. Dit gaf aanleiding tot het oprichten van de SME met onder meer het doel de ecologie een sterkere plaats te geven naast de economie.

## Samenwerking

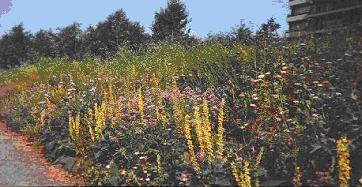
"Bloeiende" wegbermen

In vele zaken werkt de SME samen met de plaatselijke afdelingen van het IVN en de KNNV.
Er is regelmatig overleg met het gemeentebestuur van Ede over de wederzijds vaak tegenstrijdige belangen. Er zijn wel enkele aspecten waar de gemeente en SME elkaar vinden: het bosbeheer van de gemeentelijke bossen met aandacht voor biodiversiteit, het bermbeheer van de wegen met de inzaai van kleurig bloeiende kruiden, de scheiding van riool- en hemelwater (de afkoppeling), de aanleg van doorlatende wegdekken (waardoor het grondwater wordt aangevuld en de verdroging wordt bestreden), het landschapsbeheer (groenbeheer in het buitengebied), en de afvalscheiding.
Omdat landschappen en ecologische verbindingszones zich niet beperken tot gemeentegrenzen werkt de SME regelmatig samen met zusterorganisaties in de omliggende gemeenten.
Bodem- en luchtkwaliteit, net als de waterhuishouding, vallen onder provinciale bevoegdheden. Hierdoor slaat de SME zijn vleugels uit naar de Gelderse provinciale instanties en de Gelderse Milieufederatie.

Illustratie van aandachtspunten
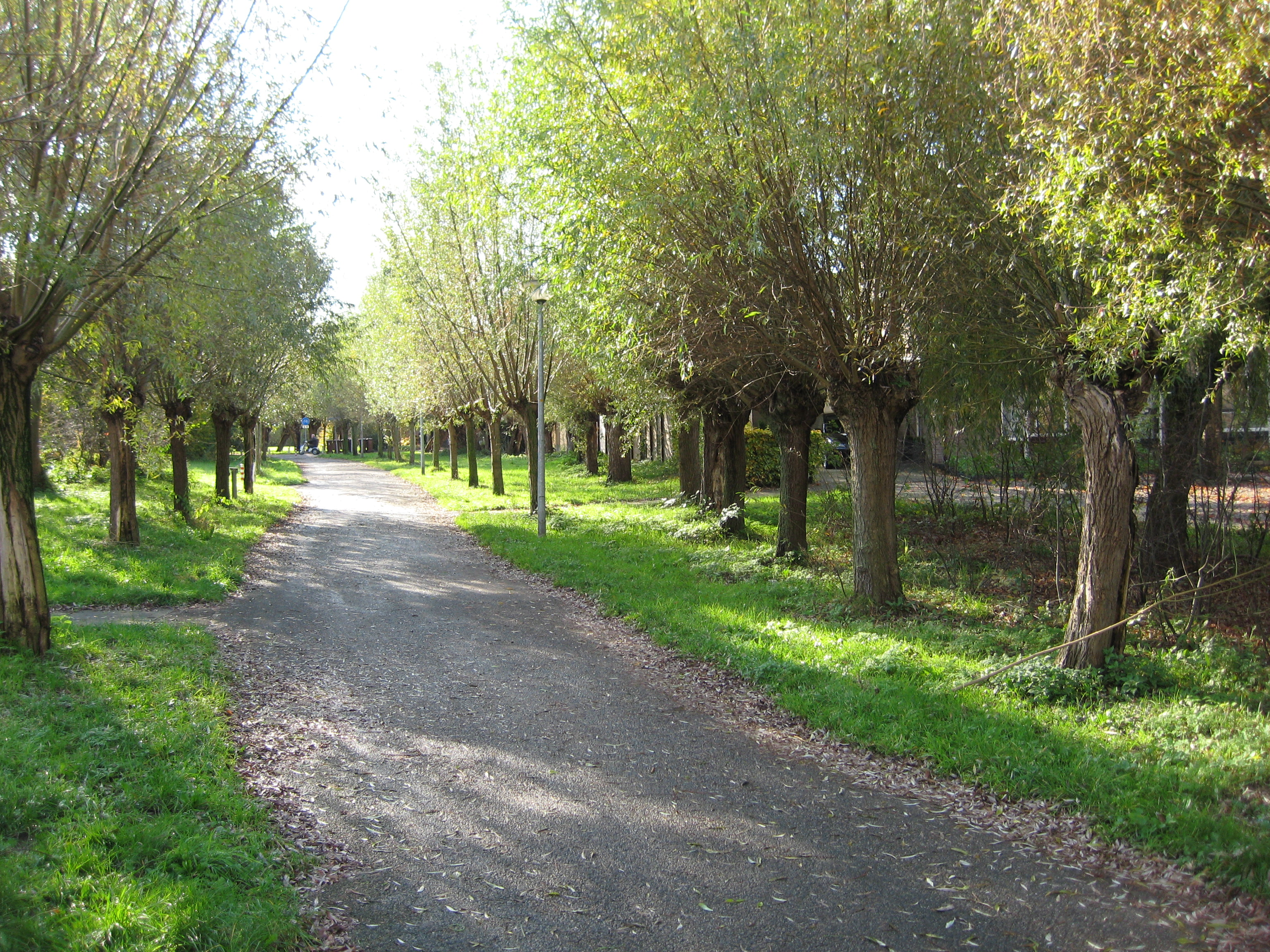
Oud wilgenlaantje dat door toedoen van de SME is behouden en nu als een groene slinger door een nieuwbouwwijk kronkelt
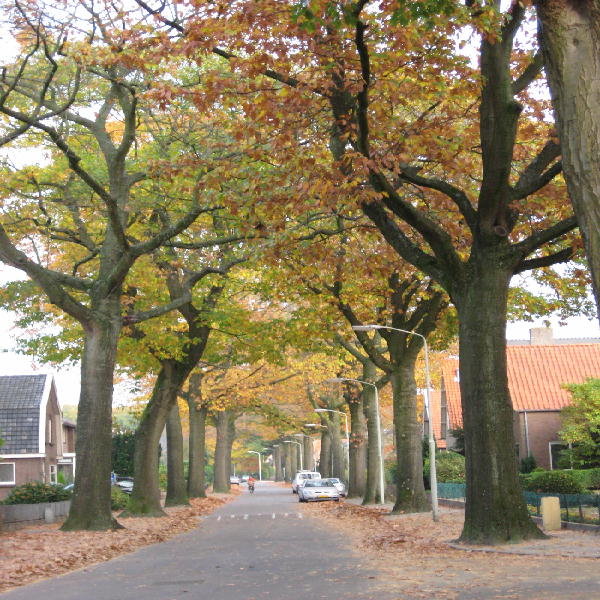
De oudere wijken hebben boomrijke lanen (Prins Bernhardlaan in Bennekom)
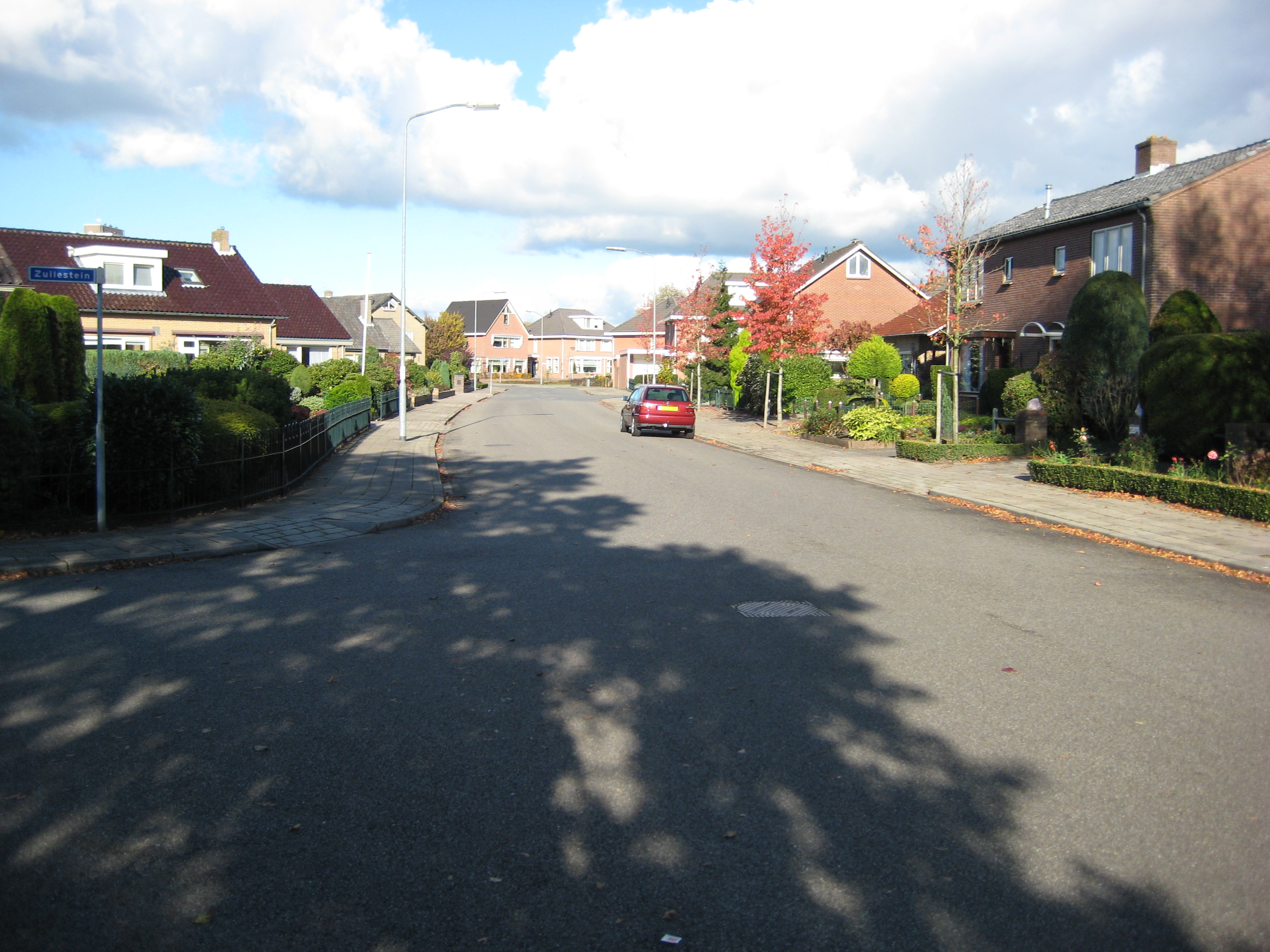
Moderne straat, geen bomenlaan
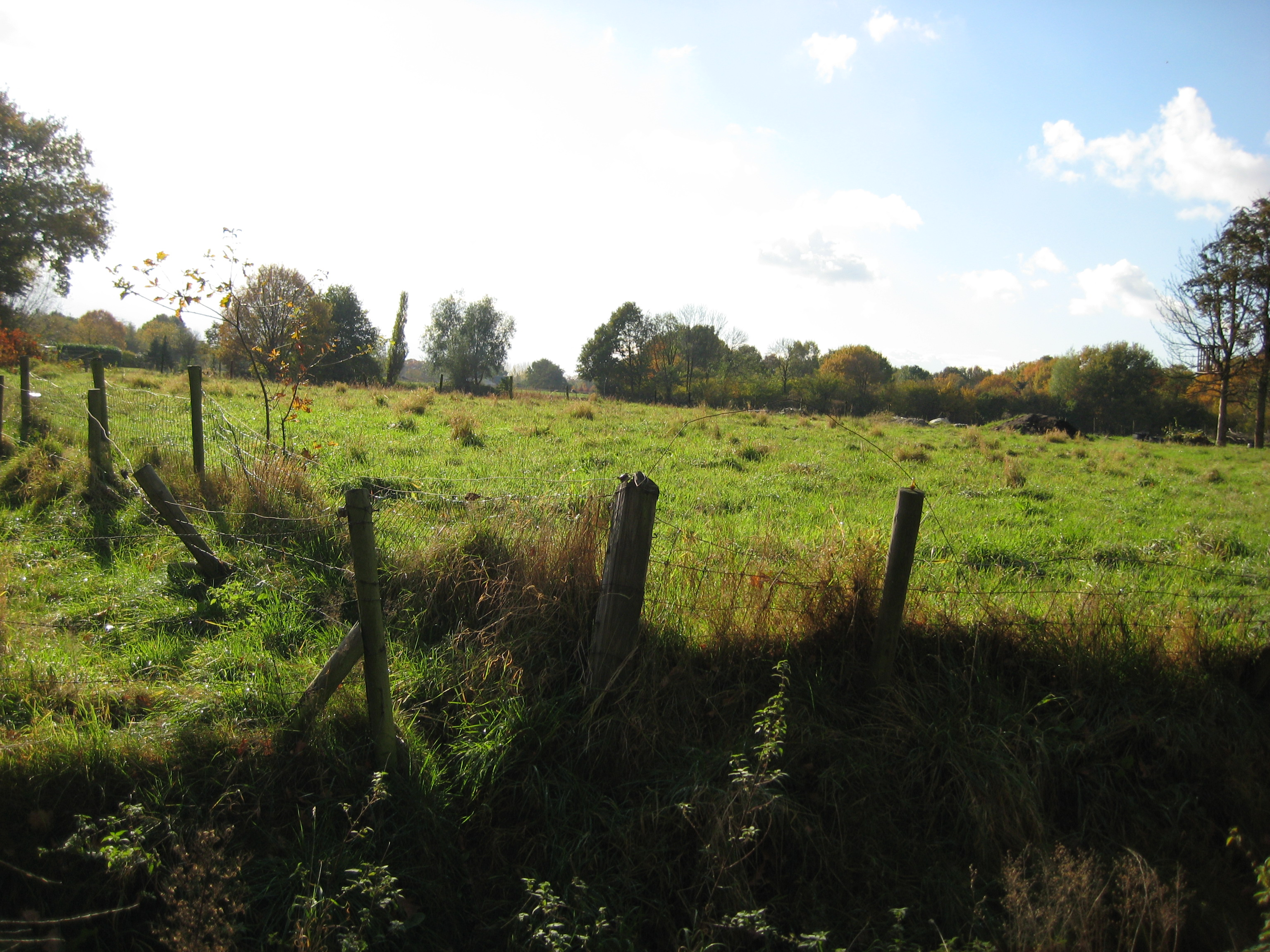
De Havikse Eng, een aardkundig en cultuurhistorisch waardevol plekje langs de Veluwezoom waar een tenniscomplex moet komen, waardoor de eng verdwijnt

## Activiteiten
Ter bescherming van natuur en milieu onderneemt de SME verschillende activiteiten:
- Onderzoek en publicatie
- Overleg
- Inspraak
- Protestacties
- Bezwaarprocedures en rechtszaken

Een overzicht hiervan wordt geboden in de jaarverslagen die in te zien zijn op de webpagina die bij de referenties is opgenomen

### Onderzoek en publicatie
In de loop der tijden heeft de SME vele rapporten vervaardigd. Bijvoorbeeld:
- Samen met de vakgroep Fysische Geografie van de Universiteit van Utrecht werd de publicatie Zorgen voor water, is zorgen voor later uitgebracht die de blauwgroene cascoplanning voor het gebied ten noorden van Ede beschrijft.
- Ter gelegenheid van het 35-jarig bestaan van de SME werd een symposium georganiseerd in het gemeentehuis van Ede over het thema Groei Ede, Groen Ede met de onderwerpen Veluwe, Vallei, stads-en dorpsgroen, en groene bedrijventerreinen. Het symposium werd bijgewoond door zo'n 70 deelnemers.

### Overleg

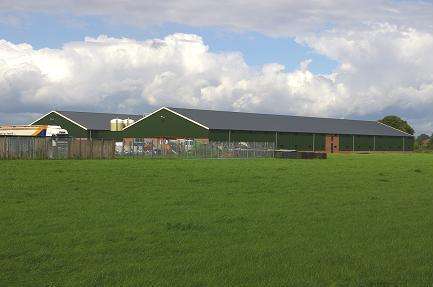
De Intensieve veehouderij is onderwerp van overleg

Het overleg heeft verschillende vormen. Bijvoorbeeld:
- contacten met een vereniging die in de ogen van de SME een milieuonvriendelijke bezigheid heeft, bijvoorbeeld een motorcrossclub die in het natuurgebied Veluwe toestemming heeft om in een stil deel van een militair terrein een crossbaan aan te leggen en er te oefenen of wedstrijden te houden
- besprekingen met agrariërs die een milieuvergunning hebben gekregen waartegen de SME bezwaar zou kunnen maken bij de Raad van State.
- overleg met bedrijven die verbrandingsgassen uitstoten en vaste afvalproducten storten zoals bijvoorbeeld is gebeurd met de AKU, later ENKA geheten, maar die nu de fabriek in Ede heeft afgestoten.

### Inspraak
Bij grootschalige plannen van gemeente, provincie of rijk voor de ruimtelijke ordening waarbij natuur en milieu in het geding zijn worden meestal inspraakmogelijkheden geboden, hoorzittingen gehouden, en vaak wordt de SME uitgenodigd deel te nemen aan een overlegplatform waar verschillende belangenorganisaties bij betrokken zijn. 

De SME heeft aan vele van dit soort gebeurtenissen deelgenomen. Zo heeft de SME deelgenomen aan een overlegplatform voor het bestemmingsplan Ede-Oost, waar door het afstoten van kazerneterreinen en door het sluiten van de ENKA-fabriek duizenden woningen gebouwd gaan worden. Ook sprak de SME in op het milieueffectrapport dat hiervoor gemaakt moet worden, pleitend voor "groene wiggen" die vanaf de Veluwe het woongebied inkomen.

### Protestacties

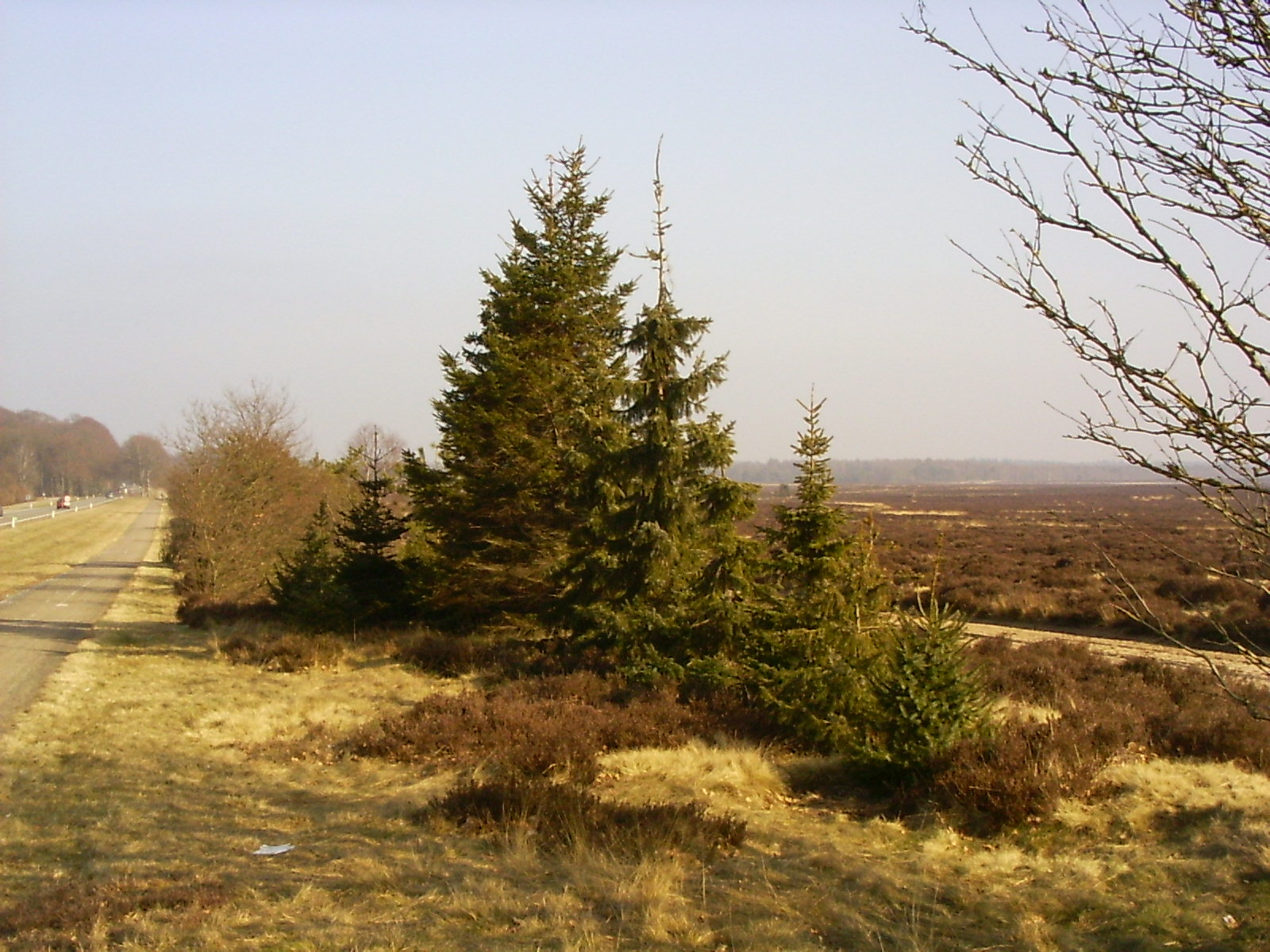
De Ginkelse hei, gezien vanaf de N224, werd geen COT

Soms worden protestacties gehouden om een draagvlak te vinden.
- Begin jaren tachtig werd in samenwerking met politieke partijen en milieugroeperingen de actie "COT-Ede Nee" georganiseerd als tegenwicht tegen de plannen de heide bij Ede in te richten als Compagnies Oefenterrein (COT), dat wil zeggen dat de heide tot oefenterrein voor tanks en pantserwagens van het leger omgebouwd zou worden. De gesprekspartner was het Ministerie van Defensie. Het comité verzamelde ruim 10 000 handtekeningen en overhandigde ze aan de toenmalige minister (Winsemius) van ruimtelijke ordening (VROM). Daarvóór werd een optocht georganiseerd die in het TV journaal werd verslagen. Hoewel de bezwaren niet werden gehonoreerd bij de Raad van State, is het COT er uiteindelijk niet gekomen. Het ging om een Planologische kernbeslissing en de Raad oordeelde dat argumenten van nut en noodzaak hierbij niet aan de orde waren.
- Een actie tegen de aanleg van de verhoogde aansluiting van de A30 op de A12, en de uitgave van een rapport hierover mochten niet baten om bij de Raad van State het bezwaar erkend te krijgen. Wel zei de toenmalige minister van verkeer en waterstaat (Mw. Netelenbos) bij de opening van de A30 dat “we nooit meer zó een weg moeten aanleggen”.
- Via een artikel in het dagblad Trouw en Kamervragen werd een zaak van bodemverontreiniging met lood op het militaire schieterrein Harskamp aan de orde gesteld waarop het Ministerie van Defensie en de provincie Gelderland maatregelen namen.

### Rechtszaken

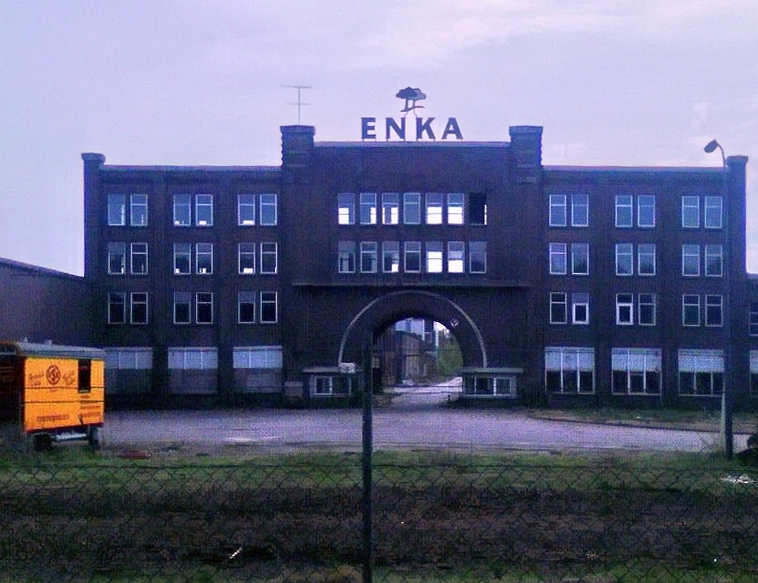
Het kunstzijdebedrijf ENKA is in 2002 gesloten. Het terrein wordt gebruikt voor woningbouw

De Stichting voerde regelmatig bezwaarprocedures bij de gemeente Ede en de provincie. Ook werden rechtszaken bij de rechtbank, afdeling bestuursrecht, in Arnhem en de Raad van State aangespannen.
- In het begin van de jaren tachtig bracht de SME bezwaren in tegen het Bestemmingsplan Agrarisch Buitengebied wegens de ruime bouwmogelijkheden. Na een lange procedure kwam de Raad van State met een bevestigende uitspraak: '"het buitengebied is vol"'.
- Eind jaren tachtig werd een procedure gevoerd tegen een provinciale vergunning voor de uitstoot van verbrandingsgassen door de ENKA, voorheen AKU en AKZO. De vergunning betekende volgens de SME een gevaar voor de volksgezondheid. De Raad van State oordeelde dat de gaswassing onvoldoende was. Daarna werd een verbeterde gaswassing in werking gesteld.
- In eerste instantie honoreerde de Raad van State het bezwaar tegen de vergunning van een motorcrossterrein in het Veluws natuurgebied. Niettemin werd het crossen gedoogd, maar bij een tweede zitting, waarbij de gemeente een milieueffectrapport voorlegde verloor de SME de slag.
- De rechtbank in Arnhem was het met de SME eens dat de kapvergunning voor alle esdoorns in de Brinkstraat in Bennekom niet voldoende was. Daarna maakte de gemeente een verbeterd bomenplan met een gedeeltelijke kap van de esdoorns waar de SME vrede mee had.
- In 2022 heeft de stichting een beroepschrift ingediend tegen het bestemmingsplan van het WFC (World Food Center) Experience. Met dit plan hoopte de gemeente Ede ruim 300.000 bezoekers per jaar aan te trekken. Er was een beroep ingediend omdat het plan een grote milieubelasting zou opleveren voor de naast gelegen Natura 2000 gebieden. Er ontbrak een geldige natuurvergunning, daar was de Raad van State het in december van dat jaar mee eens.